# Judaisme ortodox

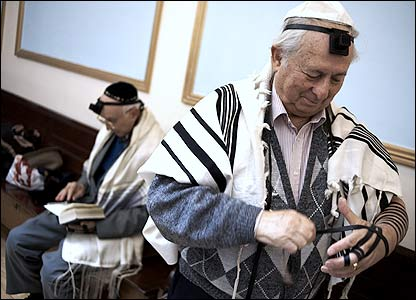
Jueu ortodox proveït de quipà, Tal·lit gadol i tefil·lín (filactèria), preparant-se per a un servei en una sinagoga.

El judaisme ortodox és una de les grans branques de la religió jueva, junt amb el judaisme conservador (masortí) i el judaisme reformista, dels quals es distingeix per l'adhesió rigorosa a la llei jueva (halacà). Tanmateix, la manca d'una autoritat doctrinal central permet una certa variació en la pràctica religiosa.
D'acord amb la seva actitud envers la cultura contemporània, el judaisme ortodox es divideix de manera informal en: judaisme ortodox modern, que és un moviment que cerca adequar fins a cert punt les pràctiques i estudis religiosos amb la situació social contemporània, però que és ferm amb els afers relacionats amb l'halacà; el sionisme religiós, que uneix el judaisme ortodox modern amb la ideologia del sionisme, i el jueus ultraortodoxos (haredim), que rebutgen qualsevol innovació contrària a les ensenyances religioses de la Torà.
Aquestes branques no es van consolidar fins al segle XVIII, quan sota l'influx de la il·lustració jueva uns certs sectors de la comunitat van rebutjar la segregació religiosa i van cercar d'integrar-se a les comunitats nacionals, tot replantejant moltes vegades les tradicions i les creences religioses. El rebuig a aquest moviment va definir l'ortodòxia. L'ortodòxia sorgeix el segle XIX com a reacció contrària a aquest moviment.

## Creences
El judaisme ortodox basa les seves creences en els tretze principis de fe de Maimònides:
- L'existència de Déu.
- La singularitat i unitat de Déu.
- La naturalesa espiritual i abstracta de Déu.
- L'eternitat de Déu.
- "Només a ell i no a un altre convé dirigir les nostres oracions".
- La revelació pels seus profetes.
- Moisès és el més gran i principal profeta.
- Déu va lliurar la Llei al mont Sinaí.
- Aquesta Llei no pot ser canviada.
- Déu coneix els futurs actes humans.
- Déu recompensa la bondat i castiga la maldat.
- Déu enviarà un Messies.
- Déu ressuscitarà els morts.

## Pràctica
El judaisme ortodox es guia principalment per l'Halacà o llei jueva especificada en el Talmud i codificada en el Xulhan Arukh, texttos basats en la Torà, la llei del Pentateuc. El judaisme ortodox és el corrent que més segueix la mixnà (les lleis orals), ja que aquesta, segons diuen, va ser lliurada per Déu, i en surten totes les lleis jueves.
La dona compleix un rol molt important en el judaisme ortodox, ja que segons aquest corrent es connecta constantment amb Déu.

## Poble jueu
Es considera que dels 13 milions de jueus actuals, el 10% són sefardites, el 30% són mizrahim, i el 53% són asquenazites, però en la pràctica existeixen diferents formes de judaisme: l'ortodox, el conservador, el progressista, el reconstruccionista, el reformista i l'humanista.